# William Friedman

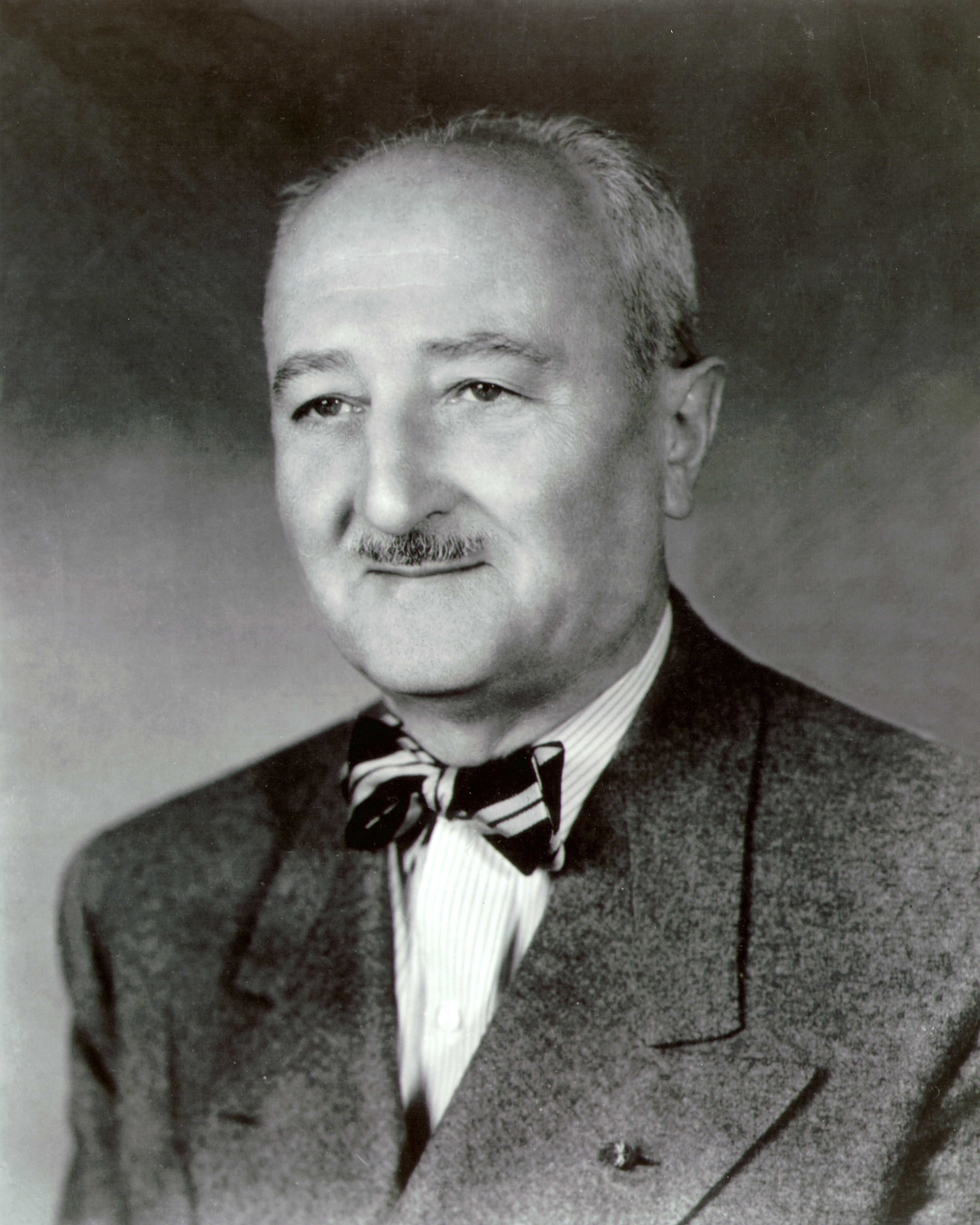
William Friedman

William Frederick Friedman (* 24. September 1891 in Chișinău, Russisches Kaiserreich, heute Moldawien als Wolf Fridman; † 12. November 1969 in Washington, D.C.) war ein russisch-US-amerikanischer Kryptologe. Er gründete kurz vor Beginn des Zweiten Weltkrieges den Signals Intelligence Service (SIS), eine Geheimabteilung des US-Militärs, welche sich hauptsächlich mit der Entzifferung feindlicher Nachrichten beschäftigte.

## Leben

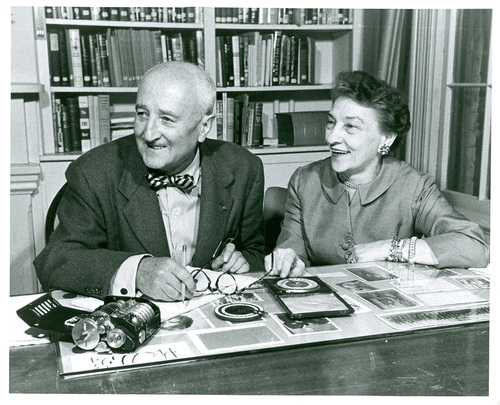
Das Ehepaar William und Elizebeth Friedman in späteren Jahren

Friedmans Vater war Übersetzer bei der russischen Post und wanderte 1892 in die USA aus, wohin die Familie 1893 folgte. Die Familie wohnte zunächst in Pittsburgh, und als der Vater 1896 US-Staatsbürger wurde, wurde aus Wolf Fridman William Friedman. Friedman studierte Genetik an der Cornell University mit einem Bachelor-Abschluss und arbeitete dann in den Riverbank Laboratories bei Chicago, einer in den 1910er-Jahren vom erfolgreichen amerikanische Unternehmer George Fabyan (1867–1936) gegründeten privaten Denkfabrik. Dort begann seine Beschäftigung mit Kryptographie und seine Bekanntschaft mit Elizebeth Smith, die ebenfalls Kryptoanalytikerin in Riverbank war und kurze Zeit später seine Ehefrau wurde. Ab dem Ersten Weltkrieg war er Kryptologe im Dienst der US-Regierung.
Der Begriff Kryptographie wurde maßgeblich von William Friedman geprägt. Er entwickelte eine statistische Methode, den Friedman-Test sowie den Koinzidenzindex, um verschlüsselte Texte auf sprachliche Eigenschaften zu untersuchen und insbesondere, um die Schlüssellängen zu ermitteln. Seine Methode wurde 1920 publiziert. Sie fand auch in der Linguistik und bei der Entzifferung historischer Schriftdokumente Anwendung.
William Friedman war im Zweiten Weltkrieg maßgeblich an der Entzifferung von verschlüsselten Militärbotschaften beteiligt. Er versuchte sich auch, gemeinsam mit einem Team aus 16 Spezialisten, an der Entzifferung des Voynich-Manuskripts. Nach einem Jahr wurde dieser Versuch allerdings ergebnislos abgebrochen.
Außerdem  gehörte Friedman einer Gruppe von Mathematikern an, der es gelang, das sogenannte Purple-Codierungsverfahren der Japaner zu überwinden.
Er erhielt 1946 die Medal for Merit, damals die höchste zivile Auszeichnung der USA.

## Postume Ehrung

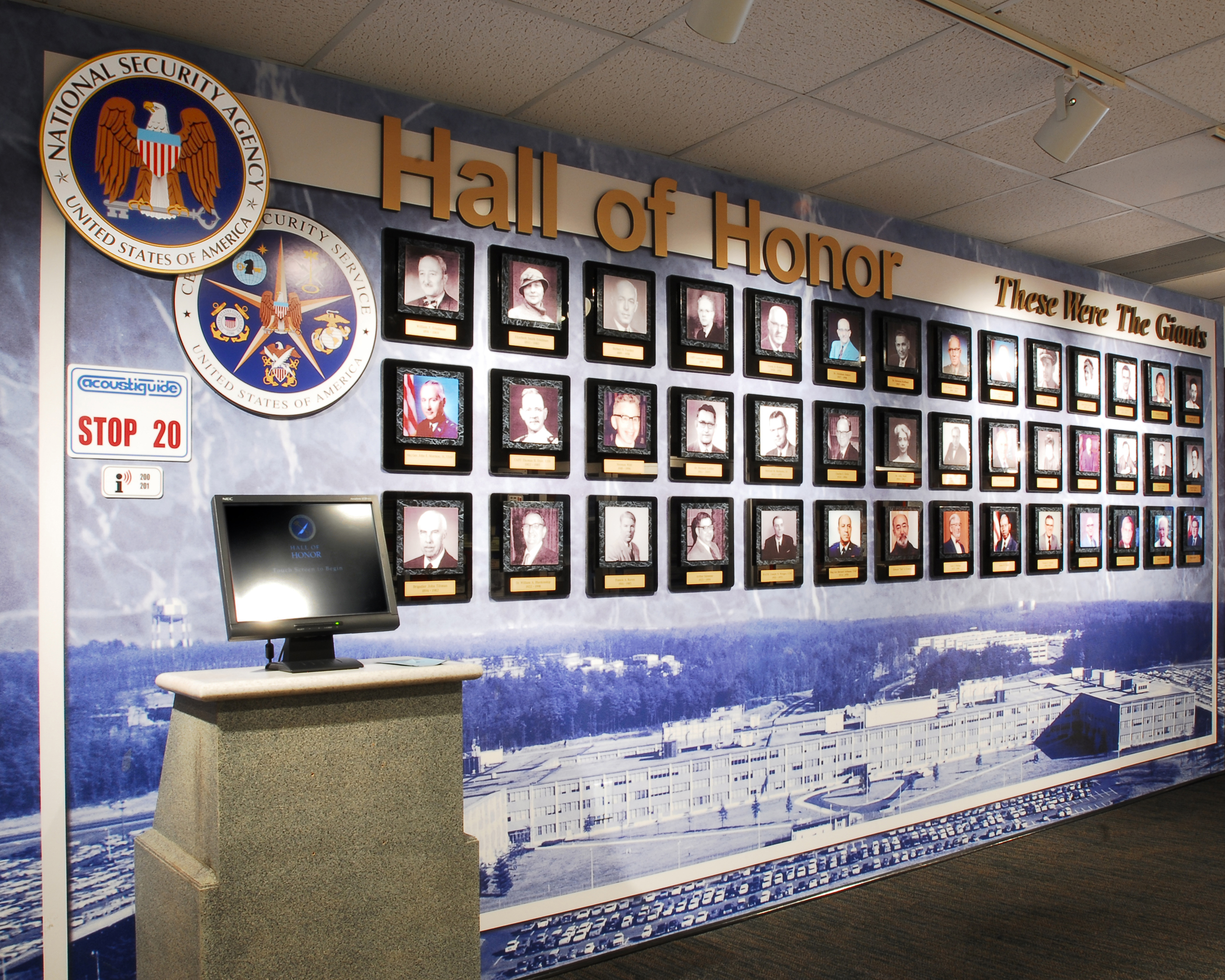
William Friedman in der Bildergalerie der Hall of Honor (obere Reihe ganz links)

Im Jahr 1999 wurde William Friedman in die Hall of Honor (deutsch: Ehrenhalle) der National Security Agency NSA aufgenommen.

## Werke
- William Friedman und Charles J. Mendelsohn: The Zimmermann Telegram of January 16, 1917 and its Cryptographic Background. War Department, Office of the Chief Signal Officer, Washington, GPO, 1938